# Abdul Rashid (1947)
Abdul Rashid (3 maart 1947 - 4 november 2020) was een Pakistaans hockeyer.
Rashid won met zijn ploeggenoten in 1968 de gouden olympische medaille. Drie jaar later werd Rasid met de Pakistaanse ploeg de eerste wereldkampioen hockey. Een jaar later verloor de Pakistaanse ploeg de olympische finale in München van het gastland. In 1976 won Rashid olympisch brons.

## Erelijst
- 1966 –  Aziatische Spelen in Bangkok
- 1968 –  Olympische Spelen in Mexico-stad
- 1970 –  Aziatische Spelen in Bangkok
- 1971 –  Wereldkampioenschap in Barcelona
- 1972 –  Olympische Spelen in München
- 1974 –  Aziatische Spelen in Tehran
- 1976 –  Olympische Spelen in Montreal